# Mononychellus erythrinae
Mononychellus erythrinae är en spindeldjursart som beskrevs av Tuttle, Baker och Abbatiello 1976. Mononychellus erythrinae ingår i släktet Mononychellus och familjen Tetranychidae. Inga underarter finns listade i Catalogue of Life.